# Fiat Downtown
La Fiat Downtown est un concept-car automobile conçu et réalisé par le constructeur italien Fiat. Le modèle a été présenté en mars 1993 au Salon de l'automobile de Genève. Cette étude avait pour but de prouver que l'on pouvait concevoir et réaliser une automobile électrique capable de transporter trois adultes dans une structure de très petites dimensions réalisée sur une ossature en aluminium avec une carrosserie en matériaux composites entièrement recyclables et dont les coûts de production et de fonctionnement étaient ultra réduits.

## Caractéristiques

### Structure
La Fiat Downtown est construite à partir d'une structure très robuste en aluminium, homologuée selon les normes en vigueur, revêtue d'une carrosserie en matériaux à la fois légers et peu onéreux : thermoplastiques, thermodurcissables, polycarbonates et polypropylène, tous recyclables.
Le dessin de la carrosserie de la Fiat Downtown, dû à Chris Bangle(lorsqu'il était salarié projeteur au Centro Stile Fiat à Turin), a été particulièrement étudié en soufflerie afin de présenter une excellente stabilité malgré une très faible largeur et un Cx de seulement 0,26, un exploit dans cette taille de véhicule.
Une particularité de la Downtown est son tableau de bord ultra complet qui intègre un ordinateur de bord et le GPS.
Lorsque l'on regarde la Downtown, on a l'impression que c'est un jouet. Ses formes sont tout en rondeur et la couleur verte est omniprésente. L'ensemble confirme le côté ludique mais cette voiture préfigurait ce qu'auraient pu être les citadines écologiques et économiques italiennes du XXIe siècle.

### L'habitacle
L'habitacle de la Downtown est traité simplement mais donne un résultat vraiment très fonctionnel et original. La planche de bord, réduite à sa plus simple expression, assure les fonctions essentielles avec un volant, un compteur de vitesse et un ordinateur de bord qui fournit toutes les indications au conducteur. Il peut même intervenir sur la marche du véhicule pour économiser l'énergie stockée dans les batteries liquides sodium-soufre. Les trois sièges sont orientés vers l'avant, celui du conducteur est placé au centre du véhicule, ceux des 2 passagers arrière sont légèrement orientés vers l'extérieur.

### La mécanique
Le véhicule est équipé de 2 moteurs électriques Fiat placés dans les roues arrière. La puissance totale est de 18 ch garantissant une vitesse maximale sur le plat de 100 km/h avec une autonomie de 300 km,.

Une vraie révolution se trouve au niveau des batteries. Elles font partie d'une nouvelle génération de batteries liquides Na-S sodium-soufre de forte capacité et rechargeable en moins de 8 heures pour un coût réduit.